# Luciano Leguizamón
Luciano Félix Leguizamón (Concepción del Uruguay, 1º luglio 1982) è un ex calciatore argentino, di ruolo attaccante.

## Carriera
Ha giocato nella massima serie dei campionati argentino, saudita, cileno e peruviano.

## Palmarès

### Club

#### Competizioni nazionali
- Campionato argentino: 2

River Plate: Clausura 2002
Arsenal: Clausura 2012
- Supercopa Argentina: 1

Arsenal: 2012
- Campionato saudita: 1

Al-Ittihad: 2008-2009

#### Competizioni internazionali
- Coppa Suruga Bank: 1

Arsenal: 2008